# Ennio Tassinari
Ennio Tassinari (Sant'Alberto di Ravenna, 1921 – Sant'Alberto di Ravenna, 22 febbraio 2013) è stato un agente segreto e partigiano italiano.

## Biografia
Ennio nacque in una famiglia a Sant'Alberto di Ravenna nel 1921, inizia a lavorare già da bambino, cresce nella cultura fascista imposta dal regime a tutti i cittadini, nel 1940 entra attivamente nel movimento clandestino antifascista, scoperto poco prima della caduta del fascismo, viene arrestato e torturato, poi incarcerato.
Torna libero il 25 luglio 1943 con della caduta del regime, dopo la resa del governo italiano all'esercito Alleato nell'8 settembre 1943, Ennio raggiunge in bicicletta gli alleati a Napoli, dove partecipa alla costituzione dell'ORI, voluta da Raimondo Craveri e dal filosofo Benedetto Croce, che verrà poi inquadrata nell'Oss.
Con altri trenta patrioti italiani partecipa al corso di addestramento allo spionaggio e alla guerriglia nel campo OSS di Pozzuoli, la prima missione avvenne nel marzo 1944 nella quale sbarcò da un sottomarino al delta del Po, rientra al comando a settembre portando i piani tedeschi della Linea Gotica.
Alla fine dello stesso mese viene paracadutato dietro le linee nemiche sulle montagne toscane, rientra con circa 1000 partigiani che rimarranno schierati sul fronte con le truppe Alleate.
Riattraversa la linea del fronte per incontrare il gruppo Brigate Est, dei partigiani che si erano avviati verso la città di Bologna per tentarne la liberazione, con il quale compie trattative per evitarne la distruzione certa e guidarli verso le linee alleate.
Durante l'inverno del 1944 tenta nuove missioni fallite sul nascere, nell'ultima missione viene paracadutato durante l'aprile 1945 al passo del Mortirolo nella Alta Val Camonica presso la Brigata Fiamme Verdi con la quale combatte fino al 1º maggio.
Smobilitato, rientra a casa come tutti gli altri ex combattenti e riprende il lavoro.
È tornato alla casa del padre nel 2013 all'età di 92 anni.